# Spătărei
Spătărei – wieś w Rumunii, w okręgu Teleorman, w gminie Furculești. W 2011 roku liczyła 1084 mieszkańców.